# 10559 Yukihisa
A 10559 Yukihisa (ideiglenes jelöléssel 1993 SJ1) a Naprendszer kisbolygóövében található aszteroida. K. Endate és Vatanabe Kazuró fedezték fel 1993. szeptember 16-án.